# Nuño Beltrán de Guzmán

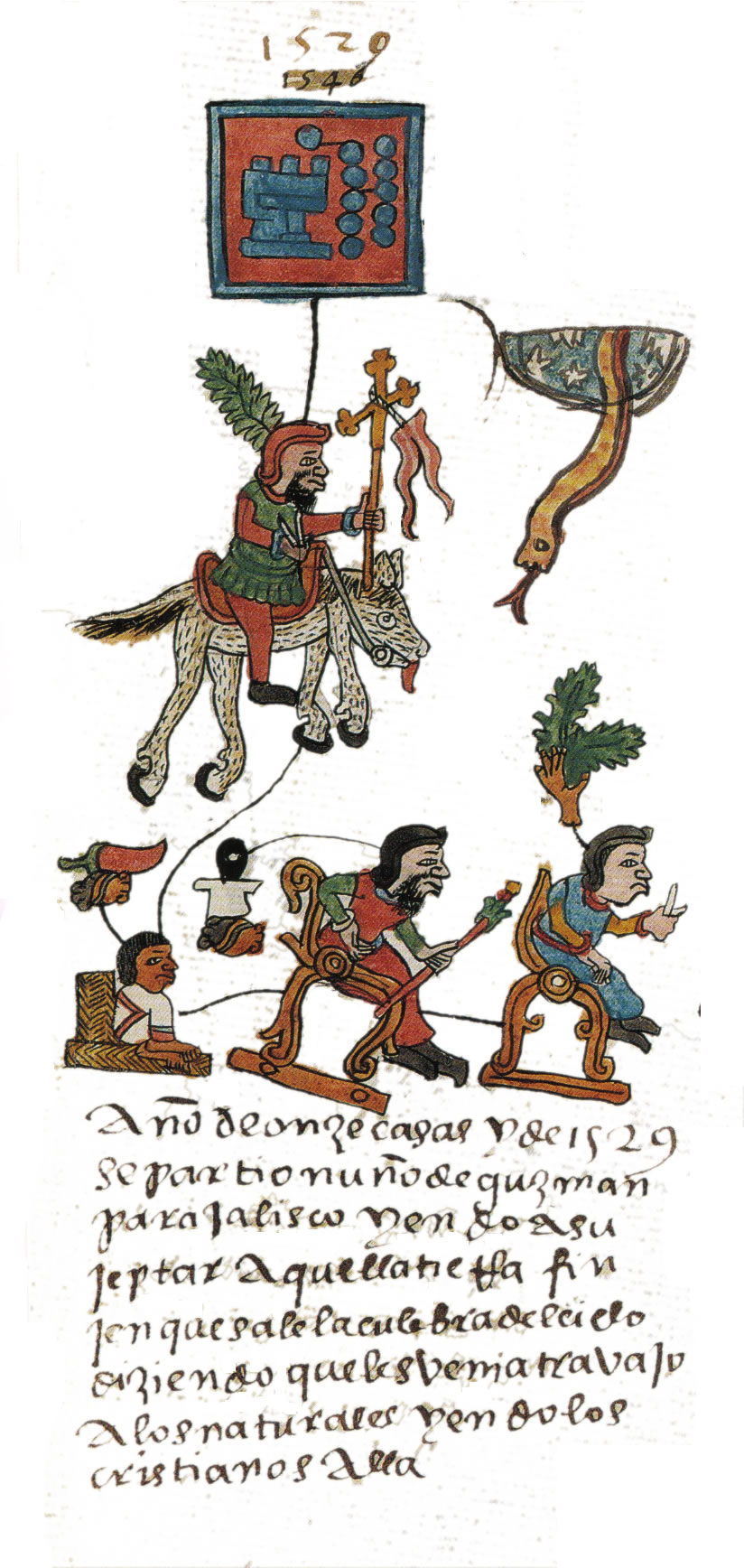
Guzmán op een inheemse codex

Nuño Beltran de Guzmán (ong. Guadalajara 1490 - Torrejón de Velasco 1544) was een Spaanse conquistador. Hij was de eerste onderkoning van Nieuw-Spanje. Hij was berucht om zijn wreedheid en kreeg daardoor de bijnamen de grote tiran en bloederige Guzmán.
In 1528 werd hij door Karel I van Spanje als hoofd aangesteld van de audiencia van Nieuw-Spanje, ter vervanging van het militaire bestuur van Hernán Cortés. Vanwege zijn onrechtvaardigheid en wreedheid werd hij door de bisschop van Mexico Juan de Zumarraga geëxcommuniceerd. Antonio de Mendoza werd aangesteld als onderkoning. Kort tevoren had Guzmán echter ontslag genomen, en hij trok met 500 conquistadores en enkele duizenden indianen naar het noordwesten. Hij veroverde het gebied en noemde het Nieuw-Galicië, en hij riep zich uit tot keizer van het gebied.
In tegenstelling tot andere conquistadores, die uit religieuze overwegingen indianen wilden bekeren, gebruikte Guzmán bekering als pressiemiddel. Hij richtte encomiendas (gebieden waar hij indianen voor zich liet werken en belasting mocht heffen) voor zichzelf en zijn medestrijders in. Hij stond indianen niet toe grond te bezitten, zelfs niet degenen die hem gesteund hadden.
In januari 1532 stichtte hij in het zuiden van het huidige Zacatecas een stad, die hij naar zijn geboorteplaats Guadalajara noemde. De stad kreeg echter aanvallen van Chichimeken te verduren. Guadalajara werd daarna een aantal keer verplaatst totdat het op zijn huidige locatie terechtkwam. Guzmán stichtte verder de steden Culiacán en Tepic.
In 1536 werd hij op last van Zumarraga gearresteerd. Hij overleed in gevangenschap in het fort van Torrejón de Velasco in maart 1544.